# Podgórnoie (Arkadak)
|  | Per a altres significats, vegeu «Podgórnoie». |

Podgórnoie (en rus: Подгорное) és un poble de l'óblast de Saràtov, a Rússia, segons el cens del 2010 tenia 549 habitants. Pertany al districte municipal d'Arkadak.